# Funktionær
En funktionær er en lønmodtager, som er ansat i en tjenestestilling, primært inden for handel- og kontorområdet, eller som udfører lagerarbejde eller tekniske eller kliniske bistandsydelser, jf. funktionærloven § 1 litra a) til d). Funktionærstatus medfører at lønmodtageren erhverver visse rettigheder i forhold til sin arbejdsgiver, f.eks. et fastlagt opsigelsesvarsel i forbindelse med fratrædelse, afhængigt af ansættelsesforholdets varighed. Funktionærer har desuden krav på at afskedigelse skal være sagligt begrundet.
Funktionærstatus erhverves automatisk iht. funktionærloven, som udover krav til typen af arbejdsfunktion, også specificerer at lønmodtageren skal være ansat gennemsnitligt mere end 8 timer om ugen for at være omfattet af loven. Desuden kræves det, at der er tale om en ikke-ledende stilling, dvs. den ansatte skal være underlagt en overordnets instruktioner for arbejdets udførelse, jf. funktionærloven §§ 1 stk. 1 og 2.
Funktionærstatus er præceptiv, dvs. den ansatte er automatisk omfattet af loven, blot vedkommendes ansættelsesforhold lever op til lovens minimumskrav. Det er derfor ikke muligt at fraskrive sig sin status som funktionær. I en ansættelseskontrakt er det muligt at aftale, at en medarbejder, hvor ansættelsesforholdet ikke lever op til lovens minimumskrav, alligevel omfattes af funktionærlovens beskyttelse. Omvendt er det ikke muligt at fratage en ansat sine funktionærrettigheder, da disse automatisk erhverves iht. loven blot lovens minimumskrav er opfyldt.
Funktionærloven omfatter både offentligt ansatte og ansatte i private virksomheder.
Funktionærer er hovedsageligt beskæftiget med handels- og kontorarbejde – i modsætning til arbejdere, hvor den fysiske arbejdsindsats i form af f.eks. håndværks- eller fabriksarbejde er fremtrædende . 

## Kontrakt
Funktionærkontrakt er betegnelsen for en arbejdsmæssig kontrakt indgået mellem arbejdsgiver og arbejdstager. Man er funktionær hvis man i mere end halvdelen af sin arbejdstid er beskæftiget med enten arbejdsledelse, køb eller salg, lagerekspedition, kontorarbejde eller bistandsydelse - teknisk eller klinisk. Når man arbejder under en funktionærkontrakt, er man beskyttet under den såkaldte funktionærlov.